# Mora (Portugal)
Mora (antiga Amora) é uma vila portuguesa, no distrito de Évora, região Alentejo e sub-região do Alentejo Central.
A vila de Mora é sede do Município de Mora com 443,95 km² de área e 4.155 habitantes (2023), subdividido em 4 freguesias. O município é limitado a norte pelo município de Ponte de Sor, a nordeste por Avis, a leste por Sousel, a sueste por Arraiolos e a oeste por Coruche.
O concelho recebeu foral de D. Manuel I em 1519.

## Toponímia
A primeira referência ao topónimo Mora é feita num documento em 1293 denominado Livro III das Composições,  a uma herdade chamada cabeça de mora.
Num documento de 1786, Colecção da legislação antiga e moderna de Portugal  a vila de Mora é referida como Amora num percurso entre a ribeira de Marateca e o Porto:
A foz de Marateca pola ribeira acima ataa Cabrella; e des y pelo termo de Monte-moor ataa ribeira de Canha; e des y ataa ponte de Lavar; e dhi a Amora; e da Amora a Monte-argil pola augua do Soor; e dhi aas becouças; e dhi ao val d'Alcolula; e dhi a Abrantes, resalvado a Tamargual, que he acima da estrada, que he coutada, e per Rio de moinhos pola estrada como se vai direito aa foz da ribeira da Tomar, que entra no Zezer; e dhi a Tomar hindo pola estrada coimbraã atee o Porto.
O topónimo Mora é muito frequente na península Ibérica associado aos mouros. Nas Astúrias significa sítios pedregosos, morro.   

## Freguesias

Freguesias do município de Mora.

| O município de Mora está dividido em 4 freguesias: - Brotas - Cabeção - Mora - Pavia |

## Património
O município de Mora possui o seguinte património classificado pelo IPPAR:
- Torre das Águias
- Anta de Pavia, transformada em capela de São Dinis
- Igreja Matriz de Pavia ou Igreja Matriz de São Paulo
- Cromeleque do Monte das Fontaínhas Velhas ou Cromeleque 1 das Fontainhas
- Edificações junto à Igreja Matriz de Brotas ou Santuário da Senhora das Brotas
- Santuário de Nossa Senhora das Brotas ou Igreja Matriz de Brotas
- Pelourinho de Cabeção

## Gastronomia

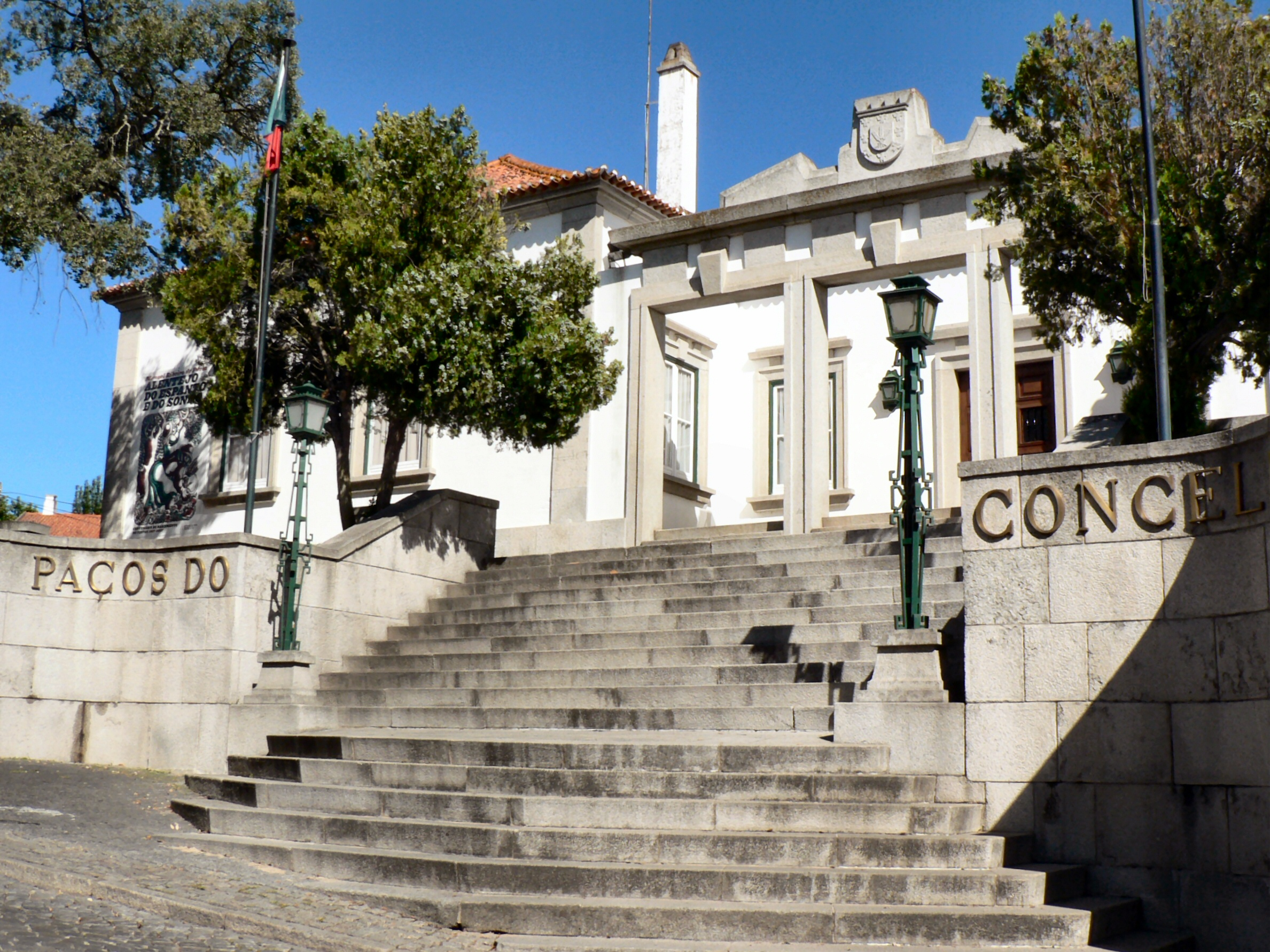

A gastronomia local é tipicamente alentejana, onde se destaca vários tipos de pratos de migas, que podem variar entre espargos, batatas, coentros, ovas, enchidos, couve-flor e tomate.

## Personalidades

### Escritores
- Manuel Luís Caeiro
- Maria Manuela Cravidão
- José Vultos Sequeira
- Carlos Canhoto

### Pintores
- Manuel Ribeiro de Pavia

## Educação
- Agrupamento de Escolas de Mora

## Museus
- Casa Museu Manuel Ribeiro de Pavia

## Fluviário de Mora
O Fluviário de Mora é um aquário público dedicado aos ecossistemas de água doce, privilegiando o conhecimento e importância da sua biodiversidade, e sua relação com a humanidade. Situa-se no Parque Ecológico do Gameiro, freguesia de Cabeção, município de Mora.

## Evolução da população do município
De acordo com os dados do INE o distrito de Évora registou em 2021 um decréscimo populacional na ordem dos 8.5% relativamente aos resultados do censo de 2011. No concelho de Mora esse decréscimo rondou os 16.9%. 
| Número de habitantes ★ | Número de habitantes ★ | Número de habitantes ★ | Número de habitantes ★ | Número de habitantes ★ | Número de habitantes ★ | Número de habitantes ★ | Número de habitantes ★ | Número de habitantes ★ | Número de habitantes ★ | Número de habitantes ★ | Número de habitantes ★ | Número de habitantes ★ | Número de habitantes ★ | Número de habitantes ★ | Número de habitantes ★ |
| ---------------------- | ---------------------- | ---------------------- | ---------------------- | ---------------------- | ---------------------- | ---------------------- | ---------------------- | ---------------------- | ---------------------- | ---------------------- | ---------------------- | ---------------------- | ---------------------- | ---------------------- | ---------------------- |
| 1864                   | 1878                   | 1890                   | 1900                   | 1911                   | 1920                   | 1930                   | 1940                   | 1950                   | 1960                   | 1970                   | 1981                   | 1991                   | 2001                   | 2011                   | 2021                   |
| 3 674                  | 4 176                  | 4 710                  | 5 425                  | 6 648                  | 7 160                  | 8 530                  | 9 613                  | 10 271                 | 10 276                 | 7 588                  | 7 056                  | 6 588                  | 5 788                  | 4 978                  | 4 135                  |

★ Número de habitantes "residentes", ou seja, que tinham a residência oficial neste município à data em que os censos  se realizaram.
| Número de habitantes por Grupo Etário ★★ | Número de habitantes por Grupo Etário ★★ | Número de habitantes por Grupo Etário ★★ | Número de habitantes por Grupo Etário ★★ | Número de habitantes por Grupo Etário ★★ | Número de habitantes por Grupo Etário ★★ | Número de habitantes por Grupo Etário ★★ | Número de habitantes por Grupo Etário ★★ | Número de habitantes por Grupo Etário ★★ | Número de habitantes por Grupo Etário ★★ | Número de habitantes por Grupo Etário ★★ | Número de habitantes por Grupo Etário ★★ | Número de habitantes por Grupo Etário ★★ | Número de habitantes por Grupo Etário ★★ |
| ---------------------------------------- | ---------------------------------------- | ---------------------------------------- | ---------------------------------------- | ---------------------------------------- | ---------------------------------------- | ---------------------------------------- | ---------------------------------------- | ---------------------------------------- | ---------------------------------------- | ---------------------------------------- | ---------------------------------------- | ---------------------------------------- | ---------------------------------------- |
|                                          | 1900                                     | 1911                                     | 1920                                     | 1930                                     | 1940                                     | 1950                                     | 1960                                     | 1970                                     | 1981                                     | 1991                                     | 2001                                     | 2011                                     | 2021                                     |
| 0-14 Anos                                | 2 044                                    | 2 379                                    | 2 276                                    | 2 946                                    | 3 243                                    | 2 980                                    | 2 769                                    | 1 650                                    | 1 358                                    | 1 144                                    | 637                                      | 504                                      | 368                                      |
| 15-24 Anos                               | 1 086                                    | 1 215                                    | 1 094                                    | 1 587                                    | 1 700                                    | 1 843                                    | 1 730                                    | 990                                      | 943                                      | 777                                      | 722                                      | 394                                      | 317                                      |
| 25-64 Anos                               | 2 266                                    | 2 590                                    | 3 094                                    | 3 503                                    | 4 178                                    | 4 510                                    | 4 879                                    | 3 675                                    | 3 425                                    | 3 140                                    | 2 691                                    | 2 424                                    | 1 847                                    |
| = ou > 65 Anos                           | 231                                      | 259                                      | 368                                      | 467                                      | 578                                      | 750                                      | 898                                      | 1 140                                    | 1 330                                    | 1 527                                    | 1 738                                    | 1 656                                    | 1603                                     |

★★ De 1900 a 1950 os dados referem-se à população "de facto", ou seja, que estava presente no município à data em que os censos se realizaram. Daí que se registem algumas diferenças relativamente à designada população residente

## Política

### Eleições autárquicas[9]
| Data | %            | V            | %     | V     | %     | V    | %              | V      | %              | V       | %              | V       | %              | V      | %              | V       | Participação |                |
| Data | FEPU/APU/CDU | FEPU/APU/CDU | PS    | PS    | GDUP  | GDUP | AD             | AD     | UDP/BE         | UDP/BE  | PPD/PSD        | PPD/PSD | CDS-PP         | CDS-PP | PSD/CDS        | PSD/CDS | Participação |                |
| ---- | ------------ | ------------ | ----- | ----- | ----- | ---- | -------------- | ------ | -------------- | ------- | -------------- | ------- | -------------- | ------ | -------------- | ------- | ------------ | -------------- |
| Data | 1976         | 47,11        | 3     | 46,51 | 2     | 2,60 | -              |        |                |         |                |         |                |        |                |         |              | 78,67 / 100,00 |
| 1979 | 55,44        | 3            | 6,27  | -     |       |      | 34,64          | 2      | 0,76           | -       | AD             | AD      | AD             | AD     | 85,42 / 100,00 |         |              |                |
| 1982 | 59,88        | 3            |       |       | 33,62 | 2    |                |        | 78,33 / 100,00 |         | AD             | AD      | AD             | AD     |                |         |              |                |
| 1985 | 65,74        | 4            |       |       | 27,64 | 1    |                |        | 70,57 / 100,00 |         |                |         |                |        |                |         |              |                |
| 1989 | 48,86        | 3            | 9,01  | -     | 38,22 | 2    | 75,21 / 100,00 |        |                |         |                |         |                |        |                |         |              |                |
| 1993 | 51,47        | 3            | 19,81 | 1     | 21,38 | 1    | 3,74           | -      | 70,37 / 100,00 |         |                |         |                |        |                |         |              |                |
| 1997 | 49,07        | 3            | 26,33 | 1     | 21,10 | 1    |                |        | 64,59 / 100,00 |         |                |         |                |        |                |         |              |                |
| 2001 | 51,01        | 3            | 29,31 | 1     | 14,76 | 1    | 64,32 / 100,00 |        |                |         |                |         |                |        |                |         |              |                |
| 2005 | 54,78        | 4            | 25,75 | 1     | 4,32  | -    | 10,86          | -      | 66,70 / 100,00 |         |                |         |                |        |                |         |              |                |
| 2009 | 61,29        | 3            | 17,18 | 1     | 2,76  | -    | 15,49          | 1      | 62,17 / 100,00 |         |                |         |                |        |                |         |              |                |
| 2013 | 67,67        | 4            | 18,32 | 1     |       |      | CDS-PP         | CDS-PP | PPD/PSD        | PPD/PSD | 8,51           | -       | 60,95 / 100,00 |        |                |         |              |                |
| 2017 | 62,90        | 4            | 22,21 | 1     | 9,45  | -    |                |        |                |         | 60,75 / 100,00 |         |                |        |                |         |              |                |
| 2021 | 43,53        | 2            | 48,12 | 3     | 4,08  | -    | AD             | AD     | AD             | AD      | 64,31 / 100,00 |         |                |        |                |         |              |                |

### Eleições legislativas
| Data | %     | %     | %     | %    | %     | %        | %     | %     | %    | %     | %    | %   | %       | % | %  | %  |
| Data | PCP   | PS    | PSD   | CDS  | UDP   | APU/ CDU | AD    | FRS   | PRD  | PSN   | BE   | PAN | PSD CDS | L | CH | IL |
| ---- | ----- | ----- | ----- | ---- | ----- | -------- | ----- | ----- | ---- | ----- | ---- | --- | ------- | - | -- | -- |
| 1976 | 45,90 | 27,95 | 9,16  | 7,56 | 2,46  |          |       |       |      |       |      |     |         |   |    |    |
| 1979 | APU   | 11,67 | AD    | AD   | 1,49  | 49,58    | 32,14 |       |      |       |      |     |         |   |    |    |
| 1980 | APU   | FRS   | AD    | AD   | 0,51  | 49,11    | 33,85 | 11,47 |      |       |      |     |         |   |    |    |
| 1983 | APU   | 15,85 | 22,44 | 5,87 | 0,48  | 51,71    |       |       |      |       |      |     |         |   |    |    |
| 1985 | APU   | 11,38 | 20,01 | 4,13 | 0,88  | 49,85    | 9,05  |       |      |       |      |     |         |   |    |    |
| 1987 | CDU   | 10,49 | 31,05 | 2,04 | 0,62  | 46,13    | 4,84  |       |      |       |      |     |         |   |    |    |
| 1991 | CDU   | 18,18 | 34,97 | 2,92 |       | 35,99    | 0,76  | 0,66  |      |       |      |     |         |   |    |    |
| 1995 | CDU   | 32,75 | 22,15 | 3,80 | 0,66  | 35,91    |       |       |      |       |      |     |         |   |    |    |
| 1999 | CDU   | 35,96 | 19,87 | 3,81 |       | 34,04    | 0,32  | 0,98  |      |       |      |     |         |   |    |    |
| 2002 | CDU   | 34,46 | 24,93 | 3,36 | 31,22 |          | 1,13  |       |      |       |      |     |         |   |    |    |
| 2005 | CDU   | 40,09 | 15,78 | 3,42 | 32,47 | 3,48     |       |       |      |       |      |     |         |   |    |    |
| 2009 | CDU   | 27,65 | 17,55 | 4,92 | 35,58 | 7,93     |       |       |      |       |      |     |         |   |    |    |
| 2011 | CDU   | 23,96 | 22,97 | 6,77 | 34,95 | 3,47     | 0,43  |       |      |       |      |     |         |   |    |    |
| 2015 | CDU   | 29,59 | CDS   | PSD  | 38,52 | 4,71     | 0,68  | 20,14 | 0,15 |       |      |     |         |   |    |    |
| 2019 | CDU   | 31,60 | 13,85 | 2,98 | 34,66 | 5,65     | 1,31  |       | 0,57 | 1,01  | 0,53 |     |         |   |    |    |
| 2022 | CDU   | 44,65 | 15,24 | 0,99 | 25,39 | 2,63     | 0,60  | 0,30  | 5,61 | 1,86  |      |     |         |   |    |    |
| 2024 | CDU   | 32,28 | AD    | AD   | 22,95 | 18,04    | 3,11  | 1,10  | 1,47 | 14,57 | 1,72 |     |         |   |    |    |

## Desporto
- Sport Club Brotense
- Associação dos Amigos da Che Morense
- Pedais do Raia